# فلورا آني ستيل
فلورا آني ستيل (بالإنجليزية: Flora Annie Steel)‏ (2 أبريل 1847 في المملكة المتحدة - 12 أبريل 1929 في المملكة المتحدة)؛ مؤرخة وروائية بريطانية.